# Jean-Pierre Jacquet
Pour les articles homonymes, voir Jacquet.
Jean Pierre Joseph Jacquet, né le 5 mai 1769 à Porrentruy (Suisse) et mort le 15 mai 1829 à Paris, est un général français de la Révolution et de l'Empire.

## Biographie
Il entre en service en 1794 et il sert à l'armée d'Italie. Le 29 mai 1797, il est affecté comme capitaine au 1er régiment de dragons, et le 29 décembre 1798, il prend la tête d'un escadron. Le 23 septembre 1800, il commande un escadron de fusiliers montés de la République cisalpine, avant de prendre en 1801 le commandement du 1er escadron du 1er régiment de fusiliers.
Le 6 octobre 1803, il est nommé colonel au 1er régiment de hussards italien, et en 1807, il est affecté au 9e corps d'armée du maréchal Brune en Poméranie. Il est fait chevalier de la Légion d'honneur le 20 juillet 1809, et créé baron de l'Empire le 17 mai 1810. Le 15 décembre 1810, il prend le commandement du régiment de dragons de la garde royale Italienne. Il est promu général de brigade au service du royaume d'Italie le 10 février 1812, et il participe à la campagne de Russie au sein du 4e corps d'armée. Il est élevé au grade d'officier de la Légion d'honneur le 12 mai 1813. Le 5 octobre 1813, il commande la 1re brigade de cavalerie légère, division Pajol du 14e corps d'armée, et il est fait prisonnier le 11 novembre 1813, après la capitulation de Dresde. Le 31 mai 1814, il démissionne de l'armée italienne et il rentre en France, où il est réintégré comme maréchal de camp le 22 septembre 1814.
Le 6 avril 1815, il est affecté au 5e corps de l'armée du Rhin, et le 30 mai, il commande la 2e brigade de la 3e division de réserve de cette armée.
Il est chevalier de l'ordre de la Couronne de Fer en 1812 et chevalier de Saint Louis le 5 novembre 1814. Il est admis à la retraite le 17 mars 1825.
Il meurt le 15 mai 1829 à Paris. Il est inhumé au cimetière du Père-Lachaise (9e division),.

## Armoiries
| Figure | Nom du baron et blasonnement |
| ------ | --- |
|        | Armes du baron Jean-Pierre Joseph Jacquet et de l'Empire, décret du 15 août 1809, lettres patentes du 17 mai 1810, officier de la Légion d'honneur Écartelé, au premier d'argent au coq d'or les ailes éployées, au deuxième des barons tirés de l'armée, au troisième de gueules à la main d'argent armée de sable du même ; au quatrième d'azur à trois ponts de trois arches en fasces, l'un sur l'autre d'argent - Livrées : les couleurs de l'écu. |

## Sources
- (en) « Generals Who Served in the French Army during the Period 1789 - 1814: Eberle to Exelmans »
- Thierry Pouliquen, « Les généraux français et étrangers ayant servis [sic] dans la Grande Armée » (consulté le 27 janvier 2014)
- « La noblesse d’Empire » (consulté le 27 janvier 2014)
- (pl) « Napoléon.org.pl »
- Georges Six, Dictionnaire biographique des généraux & amiraux français de la Révolution et de l'Empire (1792-1814), Paris : Librairie G. Saffroy, 1934, p. 592 2 vol.